# Bonnemain
Bonnemain é uma comuna francesa na região administrativa da Bretanha, no departamento Ille-et-Vilaine. Estende-se por uma área de 23,54 km². Em 2010 a comuna tinha 1 578 habitantes (densidade: 67 hab./km²).